# Octomeria pinicola
Octomeria pinicola är en orkidéart som beskrevs av João Barbosa Rodrigues. Octomeria pinicola ingår i släktet Octomeria och familjen orkidéer. Inga underarter finns listade i Catalogue of Life.

## Bildgalleri

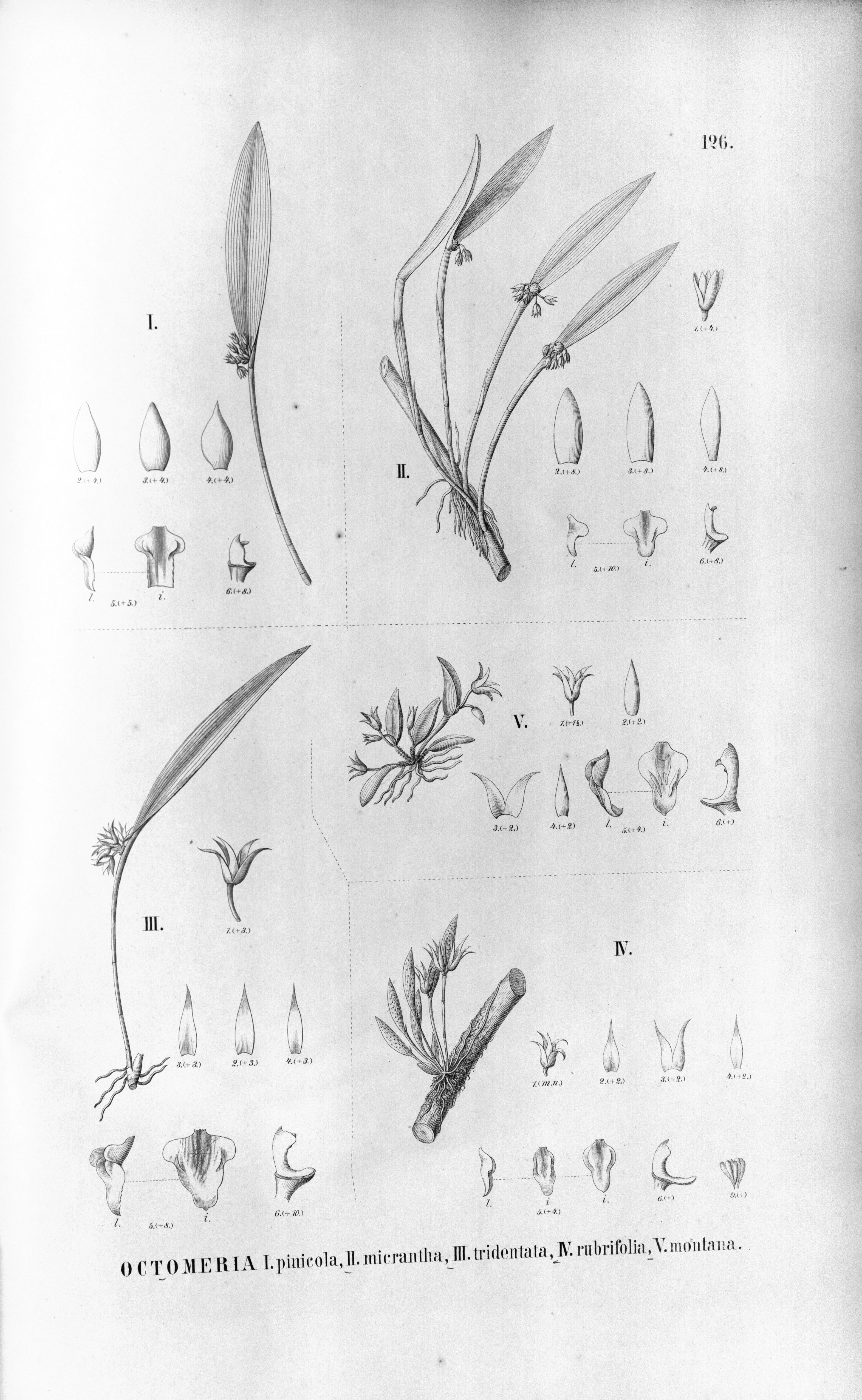
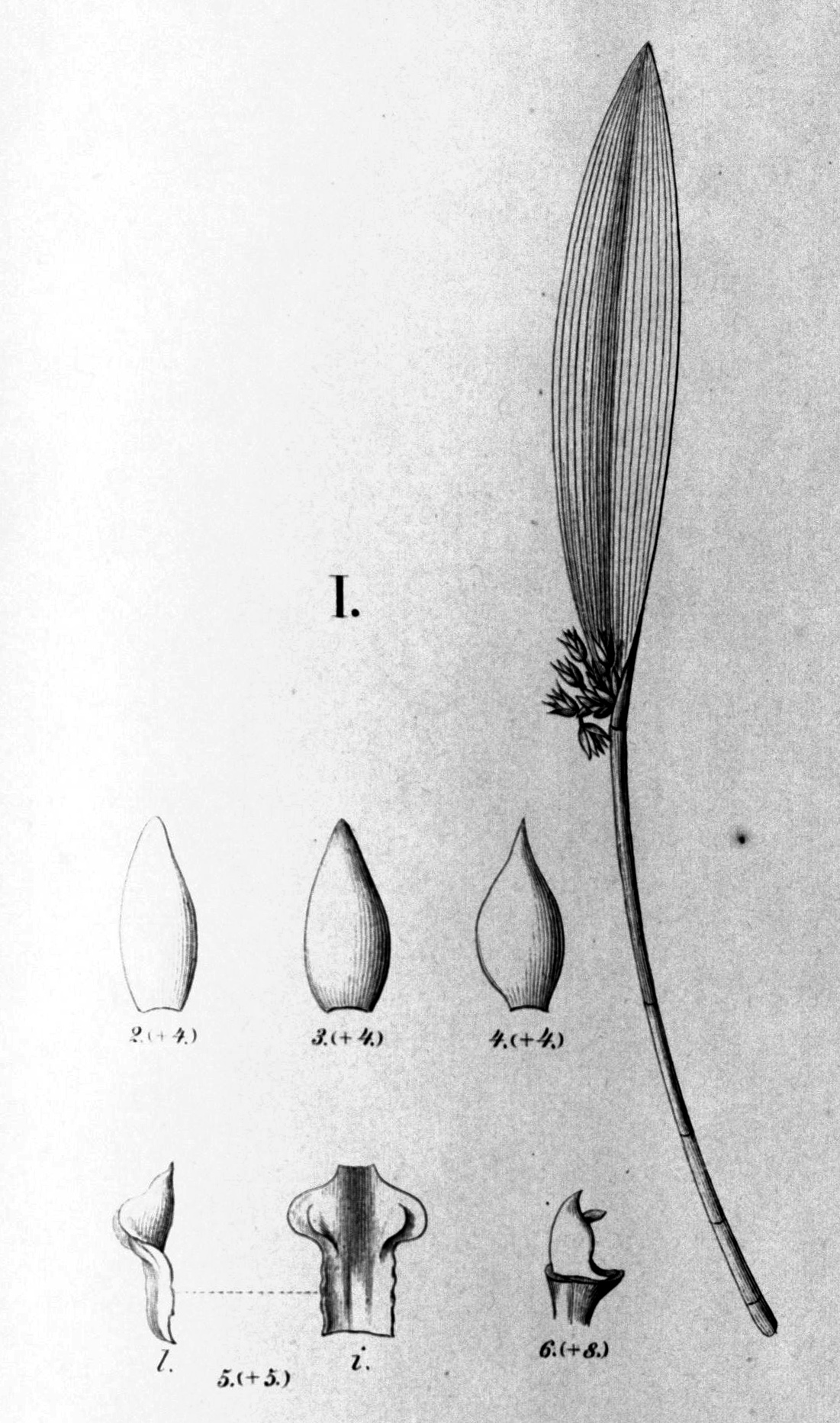